# Fast RMX
Fast RMX é um videojogo de corridas futurista desenvolvido pela Shin'en Multimedia para Nintendo Switch.[carece de fontes?] O jogo terá 30 pistas e 15 pilotos à veículos, é possível jogar até quatro jogadores em modo local e oito em modo on-line.